# Dahana
Dahana é um gênero de traça pertencente à família Arctiidae.